# Melanarctia occendeni
Melanarctia occendeni är en fjärilsart som beskrevs av George Francis Hampson 1920. Melanarctia occendeni ingår i släktet Melanarctia och familjen björnspinnare. Inga underarter finns listade i Catalogue of Life.